# Protoceratopsy
Protoceratopsy (Protoceratopsidae) – rodzina ceratopsów, której nazwa oznacza „pierwsze rogate oblicza”. Pochodzi ona od nazwy najbardziej znanego jej przedstawiciela – protoceratopsa i jest fałszywa, gdyż są znane jeszcze starsze i prymitywniejsze ceratopsy. Ogólnie wyglądem przypominały przedstawicieli Ceratopsidae, ale były mniejsze i prymitywniejsze. Jak na razie przedstawiciele tej grupy znani są tylko z Azji.

## Historia i klasyfikacja
Rodzina Protoceratopsidae została nazwana w 1923 przez Gregory'ego i Grangera jako monotypowa grupa obejmująca gatunek Protoceratops andrewsi. Uznali ona tę rodzinę za ściśle powiązaną z ceratopsami i wystarczająco prymitywną, aby zaliczyć je do osobnej rodziny, a być może nawet podrzędu. Później do rodziny Protoceratopsidae włączano wszystkie ceratopsy bardziej zaawansowane od psitakozaurów, ale mniej od przedstawicieli Ceratopsidae. W 1998 Paul Sereno zdefiniował protoceratopsy jako grupę ceratopsów, którym bliżej do protoceratopsa niż triceratopsa. Protoceratopsidae jest tradycyjnie uważana za grupę monofiletyczną. Niektóre dinozaury zaliczane dawniej do Protoceratopsidae, jak Montanoceratops czy Leptoceratops, są dzisiaj najczęściej klasyfikowano jako przedstawiciele osobnej rodziny Leptoceratopsidae. Sereno (2000) zaliczył do tej rodziny protoceratopsa, bagaceratopsa i graciliceratopsa. Wszystkie te dinozaury miał następujące cechy: wąska, paskokszałtna kość przypotyliczna, bardzo mały kłykieć potyliczny, zwrócony ku górze grzbietowy brzeg przedzębowej. Oprócz rodzajów tradycyjnie uznawanych za protoceratopsy, kilka innych dinozaurów także może należeć do Protoceratopsidae. Władimir Alifanow w 2003 nazwał, ale nie zdefiniował nową grupę ceratopsów – Bagaceratopidae. Zaliczył do niej bagaceratopsa, platyceratopsa, lamaceratopsa i brewiceratopsa. Jednak stosując filogenetyczną definicję Paula Sereno, Bagaceratopidae wydaje się podgrupą Protoceratopsidae.
- Rodzina: Protoceratopsidae
  - Bagaceratops ?
  - Breviceratops ?
  - Graciliceratops
  - Lamaceratops' ?
  - Platyceratops ?
  - Protoceratops
  - Serendipaceratops